# Puente de Vidin-Calafat
El puente de Vidin-Calafat o puente II del Danubio (en búlgaro: Мост Видин-Калафат, en rumano: Podul Calafat-Vidin) es un puente carretero y ferroviario abierto en junio de 2013 entre las poblaciones de Vidin (Bulgaria) y Calafat (Rumanía). El puente atraviesa el Danubio, constituyéndose en el segundo nexo sobre este río entre ambos países. El puente ha sido diseñado por la ingeniería española Carlos Fernández Casado, y la construcción ha sido llevada a cabo por la constructora, también española, Fomento de Construcciones y Contratas (FCC) Su coste ha sido cifrado inicialmente en torno a los 100 millones de euros.
Según informaciones en la prensa búlgara, el peaje para el puente será desde €6,- para automóviles, hasta €37,- para camiones, dependiendo de su peso.
La construcción comenzó oficialmente el 13 de mayo de 2007 en presencia del primer ministro búlgaro, Sergéi Stánishev, y del Coordinador Especial para el Pacto de Estabilidad para el Sudeste de Europa, Erhard Busek. La finalización del puente fue prevista para el año 2010, pero se han complicado las cosas después de la ceremonia oficial. Durante unos 2 años más no fueron garantizados ni las compras y expropiaciones de terrenos necesarios para la infraestructura del puente del lado búlgaro, ni la construcción de una carretera hacía el puente al lado rumano[cita requerida]. 

## Características técnicas[2]

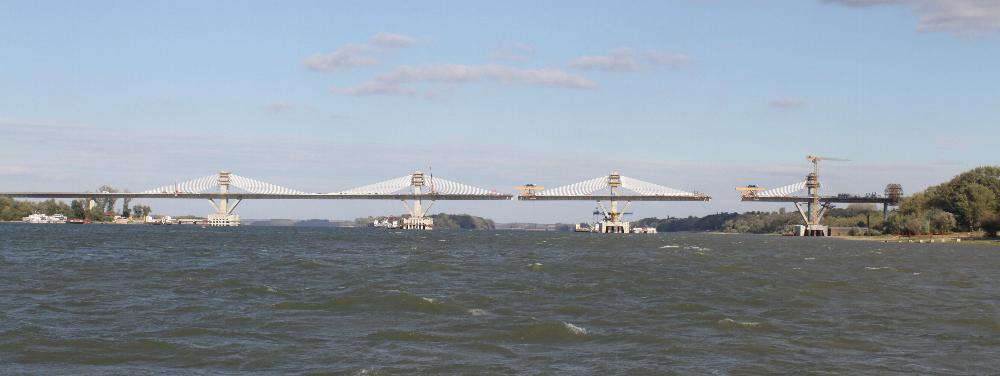
Puente Calafat-Vidin en agosto de 2012, desde el barco

El cruce principal del río está realizado con un puente continuo de cinco vanos, con atirantamiento extradorsal y apuntalamiento inferior, de 180 metros de luz. Se dispuso el ferrocarril en el centro del dintel sobre un cajón rectangular de 7,2 metros de anchura y 4 metros de canto. De este cajón central salen dos voladizos laterales de 8,5 metros de altura que soportan las dos calzadas de la carretera. Estas calzadas se refieren al cajón principal por medio de puntales inclinados. Además contribuyen a la rigidez a torsión del dintel.
El atirantamiento esta dispuesto en dos líneas paralelas, situadas con una separación de 8,5 metros y bordeando el ferrocarril está constituido por 9 parejas de tirantes situados a una altura respecto a la rasante de 18,0 metros, lo que determina una relación de altura longitud en planta de 1/10.
La inclinación de los puntales inclinados mejora extraordinariamente la rigidez de la pila y dintel, lo cual es fundamental para mantener pequeñas las oscilaciones de tensión en los tirantes, en caso tan desfavorable como este.
El tramo situado al otro lado de la isla se resuelve con una serie de vanos continuos de 80 metros de luz con el mismo dintel, con lo cual esto se desarrolla constante de uno a uno a otro lado del río. El atirantamiento desaparece en esta zona. Su particularidad esta en que el ferrocarril se empieza a despegar del dintel principal cuando éste desciende con pendientes, no asumibles por el ferrocarril, cuando desciende a la orilla. Sobre el dintel empieza a aparecer una estructura secundaria con pilares en el mismo sitio donde estaban los tirantes determinando una estructura continua de 40 metros de luz, que a partir del momento en que alcanza el gálibo necesario sobre la autopista se separa de esta por medio de una pérgola para seguir así su propio camino.